# Gueroma lineata
Gueroma lineata is een hooiwagen uit de familie Cosmetidae.